# Peter Rogers
Pour les articles homonymes, voir Rogers.
John Peter Daniel Rogers, connu sous le nom de Peter Rogers, est né le 20 janvier 1969 à Maidstone (Angleterre). C’est un joueur de rugby à XV, qui a joué avec l'équipe du Pays de Galles en 1999 et 2000, évoluant au poste de pilier (1,80 m pour 118 kg). 

## Carrière
Il a disputé son premier test match le 6 mars 1999, contre l'équipe de France.
Rogers a disputé quatre matchs pendant la coupe du monde 2003.

## Palmarès
- En équipe nationale : 18 sélections
- Sélections par année : 12 en 1999, 6 en 2000
- Tournois des cinq/six nations disputés : 1999, 2000